# شرف لي
شرف لي هو فيلم وثائقي أنتجه وأخرجه أليكس تويدل.

## القصة
أمضت سامين ست سنوات ونص بدار رعاية للاطفال بعد أن تركاها والداها. وبعد ما علمت أن عائلتها تود أن تعود إليهم لم تستطع الانتظار لتعود وتبدأ حياة جديدة معهم. ولكن بدلا من ذلك عادت إلى منزل قذر حيث تعرضت لأعمال روتينية لا نهاية لها.وبدأت والدتها تضربها، ودفعتها إلى إيذاء نفسها. لذلك كانت سامين متحمسة عندما استقلت طائرة مع والدتها لزيارة باكستان للمرة الأولى. وعندما وصلت إلى قرية عائلتهم أدركت انها لم تكن عطلة. وأجبرت على الزواج وهي بعمر الثالثة عشر من شخص غريب تماما.
بعد شهرين وبعد أن أصبحت حاملاً أُجبرت على العودة إلى المملكة المتحدة حيث تعرضت لمزيد من الإساءة من عائلتها. بعد العثور على الحب الحقيقي، هربت سامين من العنف الذي تعرضت له في المنزل وفرت إلى مانشستر مع ابنها الصغير. وكانت تعتقد أنها وضعت جميع خبراتها القاسية خلفها، ولكنها لم تكن مستعدة لتلقى عواقب انتهاك شرف عائلتها.
قصة شرف لي هي قصة حقيقية لسامين للتخلص من ماضيها والكفاح خلال نشأتها.

## وصلات خارجية
- شرف لي على موقع IMDb (الإنجليزية)
- شرف لي على موقع قاعدة بيانات الفيلم (الإنجليزية)
- شرف لي على موقع ليتربوكسد (الإنجليزية)

Honour Me
FCO.gov.uk
Sameemali.com